# Smârdan (okręg Gałacz)
Smârdan – wieś w Rumunii, w okręgu Gałacz, w gminie Smârdan. W 2011 roku liczyła 2540 mieszkańców.